# Toschia
Toschia là một chi nhện trong họ Linyphiidae.